# Tommy Field
Pour les articles homonymes, voir Field.
Thomas Samuel Field (né le 22 février 1987 à Austin, Texas, États-Unis) est un ancien joueur d'arrêt-court et de deuxième but de la Ligue majeure de baseball.

## Carrière
Joueur à l'université Texas State, Tommy Field est repêché au 24e tour de sélection par les Rockies du Colorado en 2008.
Il fait ses débuts dans le baseball majeur le 11 septembre 2011 avec Colorado. Il réussit son premier coup sûr dans les grandes ligues le 14 septembre suivant contre le lanceur Shaun Marcum des Brewers de Milwaukee. Il frappe pour ,271 de moyenne au bâton grâce à 13 coups sûrs en 16 matchs pour les Rockies en 2011, mais est 14 fois retiré sur des prises. Il revêt l'uniforme de l'équipe du Colorado à seulement deux reprises en 2012.
En novembre 2012, il est tour à tour réclamé au ballottage par les Twins du Minnesota et les Angels de Los Angeles. Il réussit 4 coups sûrs en 15 matchs pour les Angels en 2013.
Via le ballottage, Field passe aux Pirates de Pittsburgh le 10 août 2014. Après une saison en ligues mineures sans jouer pour Pittsburgh, il rejoint en décembre suivant les Rangers du Texas. Il dispute 14 matchs des Rangers en 2015 et frappe ses deux premiers coups de circuit dans le baseball majeur. 
Il est mis sous contrat par les Tigers de Détroit le 2 décembre 2015.